# فهرست رهبران اتحاد جماهیر شوروی
اتحاد جماهیر شوروی در طول ۶۹ سال تاریخ خود، یک رهبر دوفاکتو داشت که لزوماً رئیس کشور نبود، اما کشور را به عنوان نخست‌وزیر یا دبیرکل اداره می‌کرد. مطابق قانون اساسی ۱۹۷۷، رئیس شورای وزیران یا نخست‌وزیر، رئیس دولت و رئیس شورای عالی نیز رئیس کشور بود. منصب رئیس شورای وزیران مشابه نخست‌وزیر در کشورهای غربی بود و رئیس شورای عالی نیز قابل مقایسه با رئیس‌جمهور. مطابق تفکرات لنین، رئیس‌کشور شوروی می‌بایست متشکل از شورایی از اعضای حزب پیش‌قراول باشد.
بعد از تحکیم قدرت توسط ژوزف استالین در دهه ۱۹۲۰، منصب دبیرکل کمیته مرکزی حزب کمونیست با رهبر اتحاد شوروی رنگ و بوی یکسانی گرفت، زیرا صاحب این منصب به صورت همزمان حزب کمونیست و دولت شوروی را به صورت غیر مستقیم از طریق عضویت در حزب و سنتی مبنی بر در اختیار گرفتن دو جایگاه رئیس حزب و دولت توسط یک نفر، تحت سلطه خود داشت. در ۱۹۵۲ استالین مقام دبیرکل را منحل کرد و بعداً، نیکیتا خروشچف آن را تحت عنوان دبیر اول احیا کرد. لئونید برژنف در ۱۹۶۶ نام قبلی را بر این جایگاه گذاشت. دبیرکل که رهبر حزب کمونیست بود، تا ۱۹۹۰ بالاترین مقام اتحاد جماهیر شوروی به حساب می‌آمد. این منصب شیوه مشخصی جهت انتقال قدرت از فردی به فرد دیگری نداشت و نتیجتاً، بعد از مرگ یکی از رهبران یا خلع او، شخص برای اینکه قدرت را در دست بگیرد و آن را نگاه دارد، نیازمند حمایت پلیتبورو، کمیته مرکزی یا یک دستگاه حزبی یا دولتی دیگر بود. رئیس‌جمهور اتحاد شوروی، مقامی که در ۱۹۹۰ ایجاد شد، جای دبیرکل را به عنوان بالاترین مقام سیاسی کشور گرفت.
همزمان با ایجاد منصب ریاست‌جمهوری، اعضای کنگره نمایندگان خلق رای به ابطال ماده ۶ قانون اساسی، که مطابق آن اتحاد شوروی را یک دولت تک‌حزبی اعلام کرده بود، دادند؛ نتیجتاً، حزب کمونیست و هژمونی آن بر اتحاد شوروی و مردم آن تضعیف شد. با مرگ، استعفا یا خلع رئیس‌جمهور، معاون رئیس‌جمهور به جای او زمام امور را در دست می‌گرفت اما اتحاد شوروی قبل از آنکه این سازوکار بتواند در عمل اجرا شود، منحل اعلام شد. بعد از کودتای ناموفق اوت ۱۹۹۱، معاونت رئیس‌جمهور جای خود را به یکی از اعضای منتخب شورای کشور اتحاد شوروی داد.

## خلاصه
ولادیمیر لنین در ۳۰ دسامبر ۱۹۲۲ توسط کنگره شوروی به عنوان صدر شورای کمیسرهای خلق اتحاد شوروی انتخاب شد. در سن ۵۳ سالگی، مشکلات سلامتی او در اثر دو زخم گلوله و بعداً با سه سکته مغزی تشدید شد و به سال ۱۹۲۴ درگذشت. لنین حتی بدون در نظر گرفتن وضعیت سلامتی‌اش در روزهای آخر، در حال از دست دادن قدرت خود به ژوزف استالین بود. آلکسی رایکوف به عنوان صدر شورای کمیسرهای خلق جانشین لنین شد. او به صورت دوژور قدرتمندترین فرد کشور بود، اما در عمل تروییکا – اتحادیه‌ای سه‌نفره بین گریگوری زینوویف، ژوزف استالین و لو کامنف – تمام قدرت را تصاحب کرده بود. افزایش نفوذ استالین در حزب ادامه پیدا کرد و تا پایان دهه ۱۹۲۰ با شکست‌دادن همه مخالفان سیاسی خود، دیکتاتور اتحاد جماهیر شوروی سوسیالیستی شده بود. منصب دبیرکل حزب که در اختیار استالین بود، به مهم‌ترین جایگاه در سلسله مراتب قدرت در شوروی تبدیل شد.
از اهداف سیاست‌های اولیه استالین صنعتی‌سازی سریع، ملی‌سازی صنایع خصوصی و جمعی‌سازی قطعه زمین‌هایی که تحت سیاست‌های نوین اقتصادی لنین ایجاد شده بودند، بود. استالین به عنوان رهبر پلیتبورو، تا سال ۱۹۳۸ بعد از «پاکسازی بزرگ» (مجموعه‌ای از قتل‌ها، سرکوب و آزارهای سیاسی) قدرت تقریباً مطلق خود را مستحکم کرده بود. آلمان نازی در ژوئن ۱۹۴۱ به اتحاد جماهیر شوروی حمله کرد اما تا ماه دسامبر ارتش شوروی موفق شده بود در نزدیکی مسکو حمله آن‌ها را متوقف کند. به دستور استالین، شوروی ضد حمله‌ای علیه آلمان نازی را آغاز کرد و سرانجام در سال ۱۹۴۵ به پیروزی رسید. استالین در مارس ۱۹۵۳ درگذشت و مرگ او جنگ قدرتی را آغاز کرد که نتیجه آن پیروزی نیکیتا خروشچف بر گئورگی مالنکوف بعد از چند سال بود.
خروشچف دو مرتبه به استالین تاخت، ابتدا در سال ۱۹۵۶ و سپس در سال ۱۹۶۲. سیاست استالین‌زدایی او دشمنان زیادی در درون حزب، به خصوص آنان که در گذشته توسط استالین منصوب شده بودند، برایش تراشید. بسیاری این رویکرد را مخرب و بی‌ثبات‌کننده به حساب می‌آوردند. گروهی معروف به گروه ضدحزبی در سال ۱۹۵۷ تلاش کرد خروشچف را برکنار کند، اما موفق نشد. هرچه خروشچف مسن‌تر می‌شد، ثبات‌رای‌اش دچار تزلزل بیشتری می‌شد و معمولاً بدون گفتگو با پلیتبورو تصمیمات خود را می‌گرفت. لئونید برژنف، از نزدیکان خروشچف، در همان روز که خروشچف مجبور شد از قدرت کناره‌گیری کند، به عنوان دبیر اول انتخاب شد. آلکسی کاسیگین نخست‌وزیر جدید و آناستاس میکویان در سمت خود به عنوان رئیس هیئت رئیسه شورای عالی شوروی ابقا شد. میکویان در سال ۱۹۶۵ بنا به دستور پلیتبورو مجبور به بازنشستگی و نیکلای پادگورنی جانشینش شد. اتحاد جماهیر شوروی در دهه ۱۹۶۰، در دوره بعد از حکومت خروشچف به شیوه رهبری جمعی اداره می‌شد. مشاور امنیت ملی آمریکا هنری کیسینجر به اشتباه تصور کرده بود که کاسیگین رهبر اتحاد جماهیر شوروی و در راس سیاست خارجی کشور است زیرا وی شوروی را در اجلاس گلسبورو در سال ۱۹۶۴ نمایندگی کرده بود. «دوران رکود»، اصطلاحی خوارشمارنده که توسط میخائیل گورباچف ابداع شد، عصری پیرسالارانه با کارایی اقتصادی و اجتماعی پایین در تاریخ شوروی بود. یوری آندروپوف (در آن زمان ۶۸ ساله) در سال ۱۹۸۲ به عنوان دبیرکل جانشین برژنف شد. او در سال ۱۹۸۳ در بیمارستان بستری شد و به دلیل وخامت حال جسمانی، به ندرت در جلسات پلیتبورو حاضر می‌شد و به جای او نیکولای تیخونوف ریاست آن جلسات را برعهده می‌گرفت. آندروپوف پانزده ماه بعد از انتصاب خود درگذشت و کنستانتین چرنینکو که با ۷۲ سال سن از او هم مسن‌تر بود، دبیرکل کمیته مرکزی شد. او سیزده ماه بعد در ۱۰ مارس ۱۹۸۵ درگذشت.
میخائیل گورباچف ۵۴ ساله در ۱۱ مارس ۱۹۸۵ توسط پلیتبورو به جانشینی چرنینکو انتخاب شد. در مه ۱۹۸۵، گورباچف به صورت عمومی اعتراف کرد که سرعت رشد اقتصادی کشور کم شده و سطح رفاه نیز کافی نیست. او که اولین رهبری شوروی بود که چنین اظهاراتی به زبان می‌آورد، تصمیم خود برای اصلاحاتی اساسی را هم اعلام کرد. از ۱۹۸۶ تا حدود ۱۹۸۸ گورباچف اقتصاد دستوری کشور را منحل کرد و به شرکت‌های دولتی اجازه داد تولیدات خود را تعیین کنند، سرمایه‌گذاری شخصی در کسب‌وکارهایی که پیش از این ممنوع بود را آزاد کرد و نیز اجازه سرمایه‌گذاری خارجی در کشور را صادر کرد. فضای کشور را باز کرد و به مردم امکان بیشتری برای بحث و نقد دربارهٔ تصمیمات دولتی داد و همچنین روابط با غرب نیز گرم‌تر شد. این سیاست‌ها پرسترویکا (بازسازی) و گلاسنوست (شفاف‌سازی) نام داشتند. نتایج ناخواسته الغای اجزای تعیین‌کننده کمونیسم شوروی در ۱۹۸۸ و ۱۹۸۹ این بود که اتحاد جماهیر شوروی سوسیالیستی بعد از کودتای ناموفق اوت ۱۹۹۱ به رهبری گنادی یانایف فروپاشید.

## فهرست رهبران
این فهرست کسانی است که بالاترین مقام را در اتحاد شوروی از زمان تأسیس آن در ۱۹۲۲ تا انحلال آن در ۱۹۹۱ داشته‌اند. علامت † نشان‌دهنده آن است که فرد در زمان خدمت درگذشته‌است.
| نام (طول عمر)                 | تصویر                 | دوره                           | نکات | منصب سیاسی                     | سیاست‌ها |
| ----------------------------- | --------------------- | ------------------------------ | --- | ------------------------------ | --- |
| ولادیمیر لنین (۱۸۷۰–۱۹۲۴)     |                       | ۳۰ دسامبر ۱۹۲۲ ۲۱ ژانویه ۱۹۲۴† | از زمان ظهور بلشویک‌ها، لنین به صورت دوفاکتو رهبرشان بود. بعد از انقلاب روسیه، لنین از ۱۹۱۷ رهبر جمهوری فدراتیو سوسیالیستی روسیه شوروی و از ۱۹۲۲ تا زمان مرگش رهبر اتحاد جماهیر شوروی سوسیالیستی بود. | صدر شورای کمیسرهای خلق         | لنینیسم وحشت سرخ (۱۹۱۷–۲۳) کمونیسم جنگی (۱۹۱۸–۲۱) سیاست‌های نوین اقتصادی (۱۹۲۱–۲۸)                                                        |
| ژوزف استالین (۱۸۷۸–۱۹۵۳)      |                       | ۲۱ ژانویه ۱۹۲۴ ۵ مارس ۱۹۵۳†    | بعد از مرگ لنین، استالین در ابتدا به عنوان بخشی از یک تروییکا به همراه گریگوری زینوویف و لو کامنف حکومت را در دست گرفت. اما با تحکیم قدرت توسط استالین، این تروییکا از هم پاشید و او به دیکتاتور مطلق اتحاد شوروی تبدیل شد. استالین از ۱۹ ژوئیه ۱۹۴۱ تا ۳ مارس ۱۹۴۷ وزیر دفاع و در جریان جنگ جهانی دوم رئیس کمیته دفاع کشور نیز بود. | دبیرکل حزب کمونیست (۱۹۲۲–۱۹۵۲) | استالینیسم سوسیالیسم در یک کشور جمعی‌سازی (۱۹۲۸–۴۰) صنعتی‌سازی اجباری (۱۹۲۹–۴۱) پاکسازی بزرگ (۱۹۳۶–۳۸)                                     |
| ژوزف استالین (۱۸۷۸–۱۹۵۳)      | رئیس شورای وزیران     | ۲۱ ژانویه ۱۹۲۴ ۵ مارس ۱۹۵۳†    | بعد از مرگ لنین، استالین در ابتدا به عنوان بخشی از یک تروییکا به همراه گریگوری زینوویف و لو کامنف حکومت را در دست گرفت. اما با تحکیم قدرت توسط استالین، این تروییکا از هم پاشید و او به دیکتاتور مطلق اتحاد شوروی تبدیل شد. استالین از ۱۹ ژوئیه ۱۹۴۱ تا ۳ مارس ۱۹۴۷ وزیر دفاع و در جریان جنگ جهانی دوم رئیس کمیته دفاع کشور نیز بود. |                                | استالینیسم سوسیالیسم در یک کشور جمعی‌سازی (۱۹۲۸–۴۰) صنعتی‌سازی اجباری (۱۹۲۹–۴۱) پاکسازی بزرگ (۱۹۳۶–۳۸)                                     |
| گئورگی مالنکوف (۱۹۰۱–۱۹۸۸)    |                       | ۵ مارس ۱۹۵۳ ۱۴ سپتامبر ۱۹۵۳    | بعد از مرگ استالین مالنکوف جانشین استالین در همه مناصب او شد اما در طول یک ماه پلیتبورو مجبورش کرد از بیشتر آن مناصب استعفا دهد. او به زودی خود را در یک جدال بر سر قدرت با نیکیتا خروشچف یافت که نتیجه آن خلع او از نخست‌وزیری در ۱۹۵۵ بود. |                                | استالینیسم سوسیالیسم در یک کشور جمعی‌سازی (۱۹۲۸–۴۰) صنعتی‌سازی اجباری (۱۹۲۹–۴۱) پاکسازی بزرگ (۱۹۳۶–۳۸)                                     |
| نیکیتا خروشچف (۱۸۹۴–۱۹۷۱)     |                       | ۱۴ سپتامبر ۱۹۵۳ ۱۴ اکتبر ۱۹۶۴  | در سپتامبر ۱۹۵۳، نیکیتا خروشچف با تبدیل شدن به دبیر اول حزب کمونیست، به رهبری اتحاد جماهیر شوروی رسید. در ۲۷ مارس ۱۹۵۸ به رئیس شورای وزیران تبدیل شد و قدرت خود را بیش از پیش تحکیم کرد. زمانی که در آبخاز در تعطیلات بود، لئونید برژنف او را برای یک ملاقات فوری شورای عالی در ۱۳ اکتبر ۱۹۶۴ به مسکو فرا خواند. در یک جلسه مجادله‌آمیز، از همه مناصبش خلع شد اما به او اجازه دادند به صورت عمومی به دلیل «سن بالا و مشکلات سلامتی» بازنشسته شود. | دبیر اول حزب کمونیست           | آب‌شدن یخِ خروشچف استالین‌زدایی (۱۹۵۶–۶۴) دین‌زدایی (۱۹۵۸–۶۴) شکاف چینی-شوروی (۱۹۵۶–۶۶)                                                      |
| لئونید برژنف (۱۹۰۶–۱۹۸۲)      |                       | ۱۴ اکتبر ۱۹۶۴ ۱۰ نوامبر ۱۹۸۲†  | برژنف در اکتبر ۱۹۶۴ جای نیکیتا خروشچف را به عنوان دبیر اول حزب کمونیست گرفت. علی‌رغم اینکه رئیس حزب حاکم بود، در ابتدا به همراه آلکسی کاسیگین و نیکلای پادگورنی به عنوان عضوی از یک تروییکا کشور را اداره می‌کرد. تا دهه ۱۹۷۰، قدرت خود را تحکیم کرد و به تنها رهبر شوروی تبدیل شد. در ۱۹۷۷، رسمای جای نیکلای پادگورنی را به عنوان رئیس شورای عالی گرفت. در ۱۹۸۲ درگذشت و در یک تشییع جنازه دولتی به خاک سپرده شد.                                 | دبیرکل حزب کمونیست             | دوره رکود رهبری جمعی اصلاحات کاسیگینی (۱۹۶۵–۷۰) دکترین برژنف (۱۹۶۸–۸۱) دتانت جنگ سرد (۱۹۶۹–۷۹) اصلاحات اقتصادی ۱۹۷۳ اصلاحات اقتصادی ۱۹۷۹ |
| یوری آندروپوف (۱۹۱۴–۱۹۸۴)     |                       | ۱۰ نوامبر ۱۹۸۲ ۹ فوریه ۱۹۸۴†   | دبیرکل کمیته مرکزی حزب کمونیست و رئیس شورای عالی از ۱۶ ژوئن ۱۹۸۳ تا ۹ فوریه ۱۹۸۴. | دبیرکل حزب کمونیست             | دوره رکود رهبری جمعی اصلاحات کاسیگینی (۱۹۶۵–۷۰) دکترین برژنف (۱۹۶۸–۸۱) دتانت جنگ سرد (۱۹۶۹–۷۹) اصلاحات اقتصادی ۱۹۷۳ اصلاحات اقتصادی ۱۹۷۹ |
| کنستانتین چرنینکو (۱۹۱۱–۱۹۸۵) |                       | ۹ فوریه ۱۹۸۴ ۱۰ مارس ۱۹۸۵†     | دبیرکل کمیته مرکزی حزب کمونیست و رئیس شورای عالی از ۱۱ آوریل ۱۹۸۴ تا ۱۰ مارس ۱۹۸۵. | دبیرکل حزب کمونیست             | دوره رکود رهبری جمعی اصلاحات کاسیگینی (۱۹۶۵–۷۰) دکترین برژنف (۱۹۶۸–۸۱) دتانت جنگ سرد (۱۹۶۹–۷۹) اصلاحات اقتصادی ۱۹۷۳ اصلاحات اقتصادی ۱۹۷۹ |
| میخائیل گورباچف (۱۹۳۱–۲۰۲۲)   |                       | ۱۰ مارس ۱۹۸۵ ۲۵ دسامبر ۱۹۹۱    | از ۱۱ مارس ۱۹۸۵ تا استعفایش در ۲۴ اوت ۱۹۹۱ دبیرکل بود. از ۱ اکتبر ۱۹۸۸ تا ۱۵ مارس ۱۹۹۰ ریاست شورای عالی را در دست داشت. از ۱۵ مارس ۱۹۹۰ تا ۲۵ دسامبر ۱۹۹۱ رئیس‌جمهور اتحاد شوروی بود. یک روز بعد از استعفای گورباچف، اتحاد جماهیر شوروی رسماً منحل اعلام شد. | دبیرکل حزب کمونیست             | پرسترویکا گلاسنوست اوسکورنیه دموکراتیزاسیون تفکر سیاسی جدید برنامه ۵۰۰ روزه (اجرا نشد)                                                   |
| میخائیل گورباچف (۱۹۳۱–۲۰۲۲)   | رئیس‌جمهور (۱۹۹۰–۱۹۹۱) | ۱۰ مارس ۱۹۸۵ ۲۵ دسامبر ۱۹۹۱    | از ۱۱ مارس ۱۹۸۵ تا استعفایش در ۲۴ اوت ۱۹۹۱ دبیرکل بود. از ۱ اکتبر ۱۹۸۸ تا ۱۵ مارس ۱۹۹۰ ریاست شورای عالی را در دست داشت. از ۱۵ مارس ۱۹۹۰ تا ۲۵ دسامبر ۱۹۹۱ رئیس‌جمهور اتحاد شوروی بود. یک روز بعد از استعفای گورباچف، اتحاد جماهیر شوروی رسماً منحل اعلام شد. |                                | پرسترویکا گلاسنوست اوسکورنیه دموکراتیزاسیون تفکر سیاسی جدید برنامه ۵۰۰ روزه (اجرا نشد)                                                   |

## فهرست تروییکاها
در طول تاریخ شوروی، چهار مرتبه نوعی الیگارشی به نام تروییکا (سه‌تایی) رهبری اتحاد شوروی را عهده‌دار بود. در این ادوار هیچ شخصی کنترل کاملی بر سیاست‌های کشور نداشت.
| اعضا (طول عمر)                | اعضا (طول عمر)                         | اعضا (طول عمر)                                          | مدت                          | نکات |
| ----------------------------- | -------------------------------------- | ------------------------------------------------------- | ---------------------------- | --- |
|                               |                                        |                                                         | مه ۱۹۲۲ آوریل ۱۹۲۵           | بعد از اولین سکته لنین در مه ۱۹۲۲، یک تروییکای موقت، متشکل از کامنف، استالین و زینوویف، به جای او قدرت را در دست گرفت. در مارس ۱۹۲۳، وقتی که لنین دوباره سکته کرد و دیگر توانایی اداره کشور را نداشت، آن سه نفر قدرت را کاملاً در دست گرفتند. در آوریل ۱۹۲۵، تروییکا به دلیل مخالفت زینوویف و کامنف با سیاست سوسیالیسم در یک کشور استالین از هم پاشید. بعد از آنکه استالین قدرت خود را تحکیم کرد، کامنف و زینوویف در جریان پاکسازی بزرگ به قتل رسیدند. |
| لو کامنف (۱۸۸۳–۱۹۳۶)          | ژوزف استالین (۱۸۷۸–۱۹۵۳)               | گریگوری زینوویف (۱۸۸۳–۱۹۳۶)                             | مه ۱۹۲۲ آوریل ۱۹۲۵           | بعد از اولین سکته لنین در مه ۱۹۲۲، یک تروییکای موقت، متشکل از کامنف، استالین و زینوویف، به جای او قدرت را در دست گرفت. در مارس ۱۹۲۳، وقتی که لنین دوباره سکته کرد و دیگر توانایی اداره کشور را نداشت، آن سه نفر قدرت را کاملاً در دست گرفتند. در آوریل ۱۹۲۵، تروییکا به دلیل مخالفت زینوویف و کامنف با سیاست سوسیالیسم در یک کشور استالین از هم پاشید. بعد از آنکه استالین قدرت خود را تحکیم کرد، کامنف و زینوویف در جریان پاکسازی بزرگ به قتل رسیدند. |
|                               | A man in a shirt with dark, curly hair | A man in a dark suit, light shirt and dark tie, smiling | ۱۳ مارس ۱۹۵۳ ۲۶ ژوئن ۱۹۵۳    | بعد از مرگ استالین در ۵ مارس ۱۹۵۳، تروییکایی متشکل از گئورگی مالنکوف، لاورنتی بریا و ویاچسلاو مولوتف تشکیل شد. بعد از آنکه بریا را دستگیر کردند و از رهبری کشور کنار گذاشتند، این تروییکا هم در ۲۶ ژوئن ۱۹۵۳ به پایان رسید. بعد از آن، جدال قدرتی میان مالنکوف و دبیر اول حزب کمونیست نیکیتا خروشچف روی داد که خروشچف در ۱۹۵۵ با اقتدار در آن به پیروزی رسید.                                                                                         |
| لاورنتی بریا (۱۸۹۹–۱۹۵۳)      | گئورگی مالنکوف (۱۹۰۲–۱۹۸۸)             | ویاچسلاو مولوتف (۱۸۹۰–۱۹۸۶)                             | ۱۳ مارس ۱۹۵۳ ۲۶ ژوئن ۱۹۵۳    | بعد از مرگ استالین در ۵ مارس ۱۹۵۳، تروییکایی متشکل از گئورگی مالنکوف، لاورنتی بریا و ویاچسلاو مولوتف تشکیل شد. بعد از آنکه بریا را دستگیر کردند و از رهبری کشور کنار گذاشتند، این تروییکا هم در ۲۶ ژوئن ۱۹۵۳ به پایان رسید. بعد از آن، جدال قدرتی میان مالنکوف و دبیر اول حزب کمونیست نیکیتا خروشچف روی داد که خروشچف در ۱۹۵۵ با اقتدار در آن به پیروزی رسید.                                                                                         |
|                               |                                        |                                                         | ۱۴ اکتبر ۱۹۶۴ ۱۶ ژوئن ۱۹۷۷   | بعد از برکناری خروشچف، تروییکایی متشکل از برژنف به عنوان دبیر اول، کاسیگین به عنوان نخست‌وزیر و پادگورنی که در ۱۹۶۵ به جای آناستاس میکویان به ریاست شورای عالی رسید، تشکیل شد. بعد از آنکه برژنف قدرت خود را تحکیم کرد، از اهمیت این تروییکا کاسته شد و زمانی در ۱۹۷۷ که برژنف به جای پادگورنی به ریاست کشور رسید، منحل شد. |
| لئونید برژنف (۱۹۰۶–۱۹۸۲)      | آلکسی کاسیگین (۱۹۰۴–۱۹۸۰)              | نیکلای پادگورنی (۱۹۰۳–۱۹۸۳)                             | ۱۴ اکتبر ۱۹۶۴ ۱۶ ژوئن ۱۹۷۷   | بعد از برکناری خروشچف، تروییکایی متشکل از برژنف به عنوان دبیر اول، کاسیگین به عنوان نخست‌وزیر و پادگورنی که در ۱۹۶۵ به جای آناستاس میکویان به ریاست شورای عالی رسید، تشکیل شد. بعد از آنکه برژنف قدرت خود را تحکیم کرد، از اهمیت این تروییکا کاسته شد و زمانی در ۱۹۷۷ که برژنف به جای پادگورنی به ریاست کشور رسید، منحل شد. |
|                               |                                        |                                                         | ۱۳ فوریه ۱۹۸۴ ۲۰ دسامبر ۱۹۸۴ | علی‌رغم اینکه چرنینکو جانشین آندروپوف شده بود، به دلیل وضعیت سلامتی‌اش و محبوبیت کم‌اش میان نومنکلاتوراها نمی‌توانست قدرت خود را تحکیم کند. نتیجتاً، تروییکایی تشکیل شد که در آن وزیر دفاع اوستینوف مسائل نظامی و وزیر خارجه گرومیکو سیاست خارجی را در دست داشت. و چرنینکو مسائل داخلی را مدیریت می‌کرد. با مرگ اوستینوف این تروییکا به پایان رسید. |
| کنستانتین چرنینکو (۱۹۱۱–۱۹۸۵) | آندری گرومیکو (۱۹۰۹–۱۹۸۹)              | دمیتری اوستینوف (۱۹۰۸–۱۹۸۴)                             | ۱۳ فوریه ۱۹۸۴ ۲۰ دسامبر ۱۹۸۴ | علی‌رغم اینکه چرنینکو جانشین آندروپوف شده بود، به دلیل وضعیت سلامتی‌اش و محبوبیت کم‌اش میان نومنکلاتوراها نمی‌توانست قدرت خود را تحکیم کند. نتیجتاً، تروییکایی تشکیل شد که در آن وزیر دفاع اوستینوف مسائل نظامی و وزیر خارجه گرومیکو سیاست خارجی را در دست داشت. و چرنینکو مسائل داخلی را مدیریت می‌کرد. با مرگ اوستینوف این تروییکا به پایان رسید. |

## آمار
استالین در ۱۹۲۴ که به قدرت رسید، ۴۵ ساله بود که جوان‌ترین در میان رهبران اتحاد شوروی است. چرنینکو در ۷۲ سالگی زمام امور را در دست گرفت و پیرترین است. برژنف در ۷۵ سالگی قدرت را از دست داد که رکورد پیرترین رهبر درحال خدمت است. ولادیمیر لنین در میان رهبران شوروی با ۵۳ سال کمترین طول عمر را داراست. گورباچف با ۹۱ سال از همه رهبران اتحاد جماهیر شوروی بیشتر عمر کرده‌است. بیشترین طول حکومت (۲۹ سال) متعلق به استالین است. مالنکوف تنها ۱۸۳ روز زمام امور را در دست داشت که کمترین است.
|   | رهبران            | تاریخ تولد      | سن در زمان به قدرت رسیدن (اولین مرتبه) | طول حکومت (مجموع) | سن در زمان بازنشستگی (آخرین مرتبه) | تاریخ مرگ       | طول عمر         |
| - | ----------------- | --------------- | -------------------------------------- | ----------------- | ---------------------------------- | --------------- | --------------- |
| ۱ | ولادیمیر لنین     | ۲۲ آوریل ۱۸۷۰   | ۵۲ سال، ۲۵۲ روز                        | ۱ سال، ۲۲ روز     | ۵۳ سال، ۲۷۴ روز                    | ۲۱ ژانویه ۱۹۲۴  | ۵۳ سال، ۲۷۴ روز |
| ۲ | ژوزف استالین      | ۱۸ دسامبر ۱۸۷۸  | ۴۵ سال، ۳۴ روز                         | ۲۹ سال، ۴۳ روز    | ۷۴ سال، ۷۷ روز                     | ۵ مارس ۱۹۵۳     | ۷۴ سال، ۷۷ روز  |
| ۳ | گئورگی مالنکوف    | ۶ دسامبر ۱۹۰۱   | ۵۱ سال، ۸۹ روز                         | ۱۸۳ روز           | ۵۱ سال، ۲۸۲ روز                    | ۱۴ ژانویه ۱۹۸۸  | ۸۶ سال، ۶ روز   |
| ۴ | نیکیتا خروشچف     | ۱۵ آوریل ۱۸۹۴   | ۵۹ سال، ۱۴۳ روز                        | ۱۱ سال، ۳۹ روز    | ۷۰ سال، ۱۸۲ روز                    | ۱۱ سپتامبر ۱۹۷۱ | ۷۷ سال، ۱۴۹ روز |
| ۵ | لئونید برژنف      | ۱۹ دسامبر ۱۹۰۶  | ۵۷ سال، ۳۰۰ روز                        | ۱۸ سال، ۲۷ روز    | ۷۵ سال، ۳۲۶ روز                    | ۱۰ نوامبر ۱۹۸۲  | ۷۵ سال، ۳۲۶ روز |
| ۶ | یوری آندروپوف     | ۱۵ ژوئن ۱۹۱۴    | ۶۸ سال، ۱۵۰ روز                        | ۱ سال، ۸۹ روز     | ۶۹ سال، ۲۳۹ روز                    | ۹ فوریه ۱۹۸۴    | ۶۹ سال، ۲۳۹ روز |
| ۷ | کنستانتین چرنینکو | ۲۴ سپتامبر ۱۹۱۱ | ۷۲ سال، ۱۴۲ روز                        | ۱ سال، ۲۶ روز     | ۷۳ سال، ۱۶۷ روز                    | ۱۰ مارس ۱۹۸۵    | ۷۳ سال، ۱۶۷ روز |
| ۸ | میخائیل گورباچف   | ۲ مارس ۱۹۳۱     | ۵۴ سال، ۹ روز                          | ۶ سال، ۲۸۷ روز    | ۶۰ سال، ۲۹۸ روز                    | ۳۰ اوت ۲۰۲۲     | ۹۱ سال، ۱۸۱ روز |